# Congrès de Nancy
Le congrès de Nancy est le 81e congrès ordinaire du Parti socialiste, qui se déroule du 13 au 15 juin 2025 à Nancy (Meurthe-et-Moselle).
L'objectif du congrès est de fixer la ligne politique du parti et désigner une nouvelle direction à tous les échelons du parti : section locale, fédération départementale, instances nationales. Ce congrès se tient après les élections européennes et législatives de 2024.

## Modalités
Conformément aux statuts du Parti socialiste, le congrès national doit se réunir dans les six mois suivant les élections présidentielles et législatives, ainsi qu'à chaque mi-mandat présidentiel.

## Contexte

### Résultats du congrès de Marseille en 2023

#### Vote sur les textes d'orientations
| Textes d'orientation | Textes d'orientation | Chef de file            | Titre 2023                        | Idéologie             | Résultats en 2023 (%) |
| --- | -------------------- | ----------------------- | --------------------------------- | --------------------- | --------------------- |
| | 2                    | Olivier Faure           | Pour Gagner !                     | Partisans de la NUPES | 49,15 %               |
| Texte d'orientation 2 « Pour Gagner » avec comme premier signataire Olivier Faure. Il réunit les contributions Osons, Pour Christine, Combats socialistes et Ancré à gauche et unitaire. Il est soutenu entre autres par Boris Vallaud, président du groupe socialiste à l'Assemblée nationale, Laurent Baumel, Johanna Rolland, Pierre Jouvet et 60 premiers secrétaires fédéraux et plus de 4 500 signataires. | 2                    | Olivier Faure           |                                   |                       |                       |
| | 3                    | Nicolas Mayer-Rossignol | Refondations                      |                       | 30,51 %               |
| Texte d'orientation 3 « Refondations ! » avec comme premier signataire le maire de Rouen Nicolas Mayer-Rossignol. Il est soutenu entre autres par Michaël Delafosse, maire de Montpellier, Anne Hidalgo, maire de Paris et plus de 2 000 signataires. | 3                    | Nicolas Mayer-Rossignol |                                   |                       |                       |
| | 1                    | Hélène Geoffroy         | Refonder - Rassembler - Gouverner |                       | 20,34 %               |
| Texte d'orientation 1 « Refonder, Rassembler, Gouverner » avec comme premier signataire Hélène Geoffroy. Il est soutenu entre autres par Jean-Christophe Cambadélis, Stéphane Le Foll et Rachid Temal et 1 200 signataires. | 1                    | Hélène Geoffroy         |                                   |                       |                       |

#### Élection du premier secrétaire
Lors du Congrès de Marseille en janvier 2023, Olivier Faure et Nicolas Mayer-Rossignol s'affrontent pour le poste de Premier secrétaire du Parti socialiste, aboutissant à une victoire contestée de Faure, finalement confirmée après recomptage avec 51,09 % des voix. Le résultat contesté déclenche une crise interne. Elle résout le 28 janvier par un accord de gouvernance entre les principaux courants. Un compromis est trouvé avec la nomination de Nicolas Mayer-Rossignol au poste de premier secrétaire délégué, aux côtés de Johanna Rolland, proche de Faure et de Hélène Geoffroy à la présidence du conseil national.

### Depuis le congrès de Marseille

#### Suspension de l'union de la gauche et élections européennes
À la suite de l'attaque du Hamas contre Israël en octobre 2023 et du refus de Jean-Luc Mélenchon et de son cercle rapproché d'utiliser le terme « organisation terroriste » pour qualifier le Hamas, une crise interne se déclenche au Parti socialiste entre Olivier Faure et ses opposants qui souhaitent remettre en cause l'appartenance à la NUPES. Le conseil national  vote par 54 % des voix un « moratoire sur sa participation aux travaux » de la NUPES, dénonçant « la conflictualisation permanente » de La France insoumise.
Pour les élections européennes de 2024, une liste unique NUPES n'est pas envisagée. le Parti socialiste renouvelle son alliance avec Place publique et reconduit ainsi Raphaël Glucksmann comme tête de liste. La liste parvient à se hisser à la troisième place juste derrière la liste présidentielle et devant les listes : La France insoumise, Les Écologistes, en envoyant 13 députés au parlement européen.

#### Formation du Nouveau Front populaire
Après la dissolution de l'Assemblée nationale par Emmanuel Macron à la suite des résultats historiques de l'extrême droite aux européennes, le Parti socialiste rejoint la coalition du Nouveau Front populaire initié par François Ruffin. Grâce à ses résultats aux européennes, le parti parvient à obtenir une centaine de circonscriptions supplémentaires par rapport à l'accord de la NUPES, au détriment de La France insoumise. La coalition de gauche obtient une majorité relative de députés tandis que le Parti socialiste obtient une soixantaine de sièges, doublant son nombre d'élus par rapport à la précédente législature. Bien que le parti sorte renforcé de la séquence législative, parvenant également à imposer le nom de Lucie Castets comme candidate du NFP pour le poste de Première ministre, les tensions internes resurgissent à la fin du mois d'août lors de l'université d'été du parti à Blois. Les désaccords portent notamment sur la position que doit adopter le PS vis-à-vis d’un éventuel nouveau gouvernement. L’aile opposée à Olivier Faure plaide pour un soutien inconditionnel à un possible gouvernement conduit par Bernard Cazeneuve, proposition finalement rejetée par le bureau national à majorité fauriste.

#### Organisation des courants du partis
Plusieurs cadres historiques du parti, dont François Hollande, Carole Delga, Nicolas Mayer-Rossignol, Hélène Geoffroy et Karim Bouamrane, appellent à une réorientation stratégique. Ils défendent une rupture avec La France insoumise et plaident pour des alliances avec d’autres forces de gauche, comme Place publique. Ces responsables socialistes rejettent également ce qu’ils qualifient d’« union sans cohérence de fond », critiquant les accords électoraux circonstanciels passés.
Olivier Faure annonce finalement sa candidature à sa propre succession, affirmant vouloir « aller jusqu’au bout de ce que nous avons entrepris » et permettre de « retrouver la gauche, retrouver les électrices et les électeurs qui nous ont fait défaut ». Les premiers signataires de trois contributions générales opposées à la ligne politique d'Olivier Faure - Hélène Geoffroy, Nicolas Mayer-Rossignol et Philippe Brun - finissent par déposer un texte d'orientation commun,.

## Organisation du congrès

### Lieu de réunion
Le lieu de réunion choisi est le palais des congrès de Nancy (Meurthe-et-Moselle). C'est la troisième fois que les socialistes français se réunissent dans cette ville, après les 4e et 26e congrès de la SFIO en 1907 et 1929.

### Calendrier du congrès
- 5 avril 2025 : Conseil national de dépôt des contributions générales[20] ;
- 26 avril 2025 : Conseil national de synthèse - Dépôt des textes d’orientation ;
- 27 mai 2025 : Vote des militants sur les textes d’orientation ;
- 5 juin 2025 : Vote des militants sur le choix de la Première ou du Premier secrétaire ;
- du 6 juin 2025 au 8 juin 2025 : Congrès fédéraux (niveau départemental) ;
- du 13 juin 2025 au 15 juin 2025 : 81e congrès du Parti socialiste à Nancy ;
- du 19 juin 2025 au 27 juin 2025 : Élections internes locales sur les postes de Premiers secrétaires fédéraux (par département) et des secrétaires de sections (échelon local, communal ou intercommunal).

## Contributions

### Contributions générales
Plusieurs contributions générales, ayant pour but de présenter et faire s'exprimer les différents courants du parti, sont déposées et validées. Conformément aux règles du parti, il faut obtenir un minimum quinze parrainages de membres du Conseil national pour présenter une contribution. Comme en 2023, Nicolas Mayer-Rossignol, le maire de Rouen, Olivier Faure premier secrétaire depuis 2018 et Hélène Geoffroy maire de Vaulx-en-Velin présentent une contribution. Les autres contributions sont nouvelles : la contribution de Boris Vallaud, président du groupe socialiste à l'Assemblée Nationale, celle des députés Philippe Brun et de Jérome Guedj - anciennement soutiens d'Olivier Faure - et celle de Paul Christophle, porté par des élus et cadres du parti favorables à la censure du gouvernement Bayrou.
| Titre                                                                      | Déposée par                                   | Stratégie pour les élections présidentielles                                                                                         | Parrainages |
| -------------------------------------------------------------------------- | --------------------------------------------- | --- | ----------- |
| Avenir socialiste                                                          | Paul Christophle                              | Union de la gauche | 15          |
| Unir                                                                       | Boris Vallaud                                 | Stratégie interne : se veut le candidat du rassemblement des doctrines                                                               | 27          |
| Pour gagner, un grand PS et une nouvelle alliance - Debout les socialistes | Hélène Geoffroy                               | Une candidature socialiste ou sociale-démocrate en 2027                                                                              | 42          |
| Le cœur de la gauche                                                       | Olivier Faure                                 | Construction d’une « plateforme commune » de « la gauche non mélenchoniste » pour 2027, « de François Ruffin à Raphaël Glucksmann ». | 119         |
| Retrouvons-nous ! - Refondations                                           | Nicolas Mayer-Rossignol                       | « Nouveau rassemblement de la gauche », notamment avec Place publique de Raphaël Glucksmann                                          | 72          |
| Pour un nouveau socialisme                                                 | Fatima Yadani (et soutenue par Philippe Brun) | Stratégie interne : changer la doctrine du Parti socialiste pour qu'il « reparle aux classes populaires »                            | 15          |

### Contributions thématiques
En parallèle des contributions générales, des contributions thématiques sont déposées.

## Textes d'orientation

### Textes d'orientation déposés
Après trois semaines de débats suivant le dépôt des contributions, celles ayant recueilli 30 parrainages au Conseil national ont l'opportunité de devenir des textes d'orientation. Les contributions générales de Philippe Brun, Nicolas Mayer-Rossignol et d'Hélène Geoffroy s'unissent au sein d'un même texte d'orientation. La contribution de Paul Christophle se rallie elle à Olivier Faure. La contribution de Boris Vallaud se maintient seule avec tout juste le nombre de parrainages requis.
| TO | Titre                | Déposée par             | Contributions générales                                                             | Parrainages | Principaux soutiens |
| -- | -------------------- | ----------------------- | ----------------------------------------------------------------------------------- | ----------- | --- |
| A  | Le cœur de la gauche | Olivier Faure           | - Le cœur de la gauche - Avenir socialiste                                          | 145         | Martine Aubry, Jean-Marc Ayrault, Laurent Baumel, Luc Carvounas, Paul Christophle, Christophe Clergeau, Guillaume Garot, Emma Rafowicz, Chloé Ridel, Johanna Rolland, Pierre Jouvet, Fatima Yadani                        |
| B  | Unir                 | Boris Vallaud           | - Unir                                                                              | 30          | Christian Eckert, François Lamy, Alexandre Ouizille, Alain Rousset, Najat Vallaud-Belkacem, Alain Vidalies, Mélanie Thomin, Pierre Pribetich, Ayda Hadizadeh, Hervé Saulignac, Jérôme Durain                              |
| C  | Changer pour gagner  | Nicolas Mayer-Rossignol | - Retrouvons-nous ! - Refondations - Pour gagner [...] - Pour un nouveau socialisme | 126         | Hélène Geoffroy, Philippe Brun, Carole Delga, Karim Bouamrane, Lamia El Aaraje, Jean-Christophe Cambadélis, Jérôme Guedj, Anne Hidalgo, Stéphane Le Foll, Laurence Rossignol, Rachid Temal, Lionel Jospin, Patrick Kanner |

### Vote sur les textes d'orientation
| Résultats           | Résultats           | Résultats            | Résultats               | Résultats | Résultats |
| Texte d'orientation | Texte d'orientation | Titre                | Premier signataire      | Résultat  | Résultat  |
| Texte d'orientation | Texte d'orientation | Titre                | Premier signataire      | Voix      | %         |
| ------------------- | ------------------- | -------------------- | ----------------------- | --------- | --------- |
|                     | A                   | Le cœur de la gauche | Olivier Faure           | 10 299    | 42,02     |
|                     | C                   | Changer pour gagner  | Nicolas Mayer-Rossignol | 9 897     | 40,38     |
|                     | B                   | Unir                 | Boris Vallaud           | 4 313     | 17,60     |
|                     |                     |                      |                         |           |           |
| Inscrits            | Inscrits            | Inscrits             | Inscrits                | 39 829    | 100,00    |
| Votants             | Votants             | Votants              | Votants                 | 24 547    | 61,63     |
| Abstentions         | Abstentions         | Abstentions          | Abstentions             | NC        | NC        |
| Suffrages exprimés  |                     |                      |                         | NC        | NC        |
| Blancs ou nuls      |                     |                      |                         | NC        | NC        |

## Élection du premier secrétaire
Les premiers signataires des deux motions ayant récolté le plus de voix peuvent se présenter à l'élection du Premier secrétaire du Parti socialiste. Le vendredi 30 mai, le texte d'orientation Unir de Boris Vallaud annonce ne pas donner de consigne de vote pour l'élection du premier secrétaire, même si les membres du courant peuvent prendre position à titre personnel.
Boris Vallaud annonce le 1er juin qu'il votera à titre personnel en faveur d'Olivier Faure. Il appelle au vainqueur d'ouvrir la direction nationale à tous les courants et propose qu'un certain nombre de propositions qu'il a porté durant la campagne soit reprise par la future direction.

### Candidats
| Nom et âge              | Nom et âge                       | Fonctions et notes |
| ----------------------- | -------------------------------- | --- |
| Olivier Faure           | Olivier Faure (56 ans)           | - Premier secrétaire sortant depuis 2018 - Député de Seine-et-Marne depuis 2012 - Président du groupe socialiste à l'Assemblée nationale de 2016 à 2018 - Porte-parole du Parti socialiste de 2014 à 2016 |
| Nicolas Mayer-Rossignol | Nicolas Mayer-Rossignol (48 ans) | - Maire de Rouen depuis 2020 - Président de la Métropole Rouen Normandie depuis 2020 - Président du conseil régional de Haute-Normandie de 2013 à 2015                                                    |

### Résultats
Olivier Faure est reconduit d'une courte majorité à la tête du Parti socialiste pour un quatrième mandat,. Contrairement au congrès de Marseille deux ans plus tôt, Nicolas Mayer-Rossignol reconnait sa défaite durant la nuit du 5 au 6 juin, quelques heures après le scrutin.

## Composition de la nouvelle direction

### Conseil national
Le conseil national exécute et fait exécuter la motion d'orientation majoritairement adoptée par le congrès. Il constitue en quelque sorte le parlement interne du parti, car il est le reflet direct de la réalité des sensibilités et des courants du PS.
Le nouveau conseil national désigne les membres du Bureau national et du Secrétariat national.

### Bureau national
Le bureau national assure l'administration et la direction du parti dans le cadre des attributions que lui délègue le comité directeur. Ses membres sont désignés selon les mêmes procédures que les membres du comité directeur.

### Secrétariat national
- Premier secrétaire : Olivier Faure
- Secrétaire général : Pierre Jouvet[34]
- Trésorier :
- Porte-paroles du Parti socialiste : Rémi Branco[35], Yannick Ohanessian[36], Alexandre Ouizille[37]
- Présidents du Conseil national : Luc Broussy et Gulsen Yildirim[38]